# Bangirana Kawooya Anifa
Bangirana Kawooya Anifa (nascida a 21 de janeiro de 1957), é uma política de Uganda que actua como membro do Parlamento que representa as mulheres no distrito de Ssembabule no Parlamento de Uganda (de 2001 até à actualidade). Ela também actua como membro dos comités de Igualdade de oportunidades e Relações Externas.

## Infância e educação
Ela nasceu no distrito de Ssembabule, no Uganda, no dia 21 de janeiro de 1957.
Ela obteve seu diploma de bacharel em Artes e Estudos de Desenvolvimento, concedido pela Universidade de Nkumba

## Carreira e política
Antes de se tornar membro do parlamento de Uganda em 2001, Anifa trabalhou como Delegada da Assembleia Constituinte (1993–1995) e serviu como Secretária Executiva de Publicidade para o Conselho Nacional da Mulher (1998–2002); ela também serviu como vice-comissária distrital residente no distrito de Rakai e como oradora do governo local do distrito de Ssembabule, como tesoureira do caucus do Movimento de Resistência Nacional.
Em 2016 ela tornou-se um membro do parlamento pan-africano.